# Основни државни закони Руске Империје
Основни државни закони Руске Империје (рус. Основные государственные законы Российской Империи) били су својеврсни акти уставног карактера у Руској Империји од 1832. до 1917.

## Кодификација
Основни државни закони су кодификовани 1832. за вријеме императора Николаја I Павловича и под руководством грофа Михаила Сперанског, главног управника Другог одјељења Сопствене канцеларије Његовог императорског величанства. Били су дио првог тома Зборника закона Руске Империје (рус. Свод законов Российской Империи). Њихов први члан је одређивао императора сверуског као „самодржавног и неограниченог монарха”. Владар је био уставотворац и законодавац.
Основни државни закони су били подијељени у два раздјела. Први је уређивао света права и повластице врховне самодржавне власти, а други императорску породицу. По издању из 1857. било је укупно 203 законска члана и 15 поглавља, као и пет законских прилога.

## Први устав
Основни државни закони су темељно промијењени 23. априла 1906. године (по старом календару) када је их император Николај II Александрович прилагодио својим дотад издатим прогласима: о оснивању Државне думе, о усавршавању државног поретка и о преуређењу Државног савјета. Било је то њихово посљедње издање.
Основни државни закони су фактички постали први руски устав. Састојали су се од укупно 223 законска члана и 17 поглавља унутар два раздјела. Њихов први члан је одређивао руску државу као јединствену и недјељиву. У четвртом члану је дефинисано да „императору сверуском припада врховна самодржавна власт“. Законодавна власт је подијељена између три чиниоца: императора, Државног савјета и Државне думе. Владар је био „врховни руководилац свих спољних односа руске државе са иностраним државама“ и „државни вожд руске армије и морнарице“.